# Torpeda wz. 1924V
Torpeda wzór 1924V – francuska torpeda okrętów podwodnych kalibru 550 milimetrów, stanowiąca standardowe wyposażenie okrętów podwodnych polskiej Marynarki Wojennej w okresie przedwojennym. Opracowana w 1924 roku, weszła do użytku operacyjnego około roku 1926. Przenosząca głowicę bojową TNT o masie 312 kilogramów torpeda, miała we wcześniejszych wersjach zasięg 3000 metrów przy prędkości 45 węzłów i 7000 metrów przy prędkości 35 węzłów. Wersje późniejsze dysponowały zasięgiem odpowiednio 4000 i 8000 metrów, wyposażone zaś były w głowice o masie 415 kilogramów.
Torpedy dużego kalibru 550 mm były opracowywane we Francji od 1918 roku, z uwzględnieniem doświadczeń z I wojny światowej. Prace te miały pierwotnie charakter eksperymentalny, podobnie jak opracowana w 1919 roku rodzina torped M1919V i M1919D. Prowadzono w tym czasie eksperymenty z różnymi rodzajami zapalników, w tym zapalnikiem magnetycznym i hydrostatycznym, żaden jednak nie okazał się satysfakcjonujący. Opracowywana w toku dalszych prac torpeda z roku 1924 należała we francuskiej systematyce do rodziny torped szybkich, stąd jej oznaczenie symbolem „V” – vitesse, w odróżnieniu od torped dalekiego zasięgu oznaczonych symbolem „D”.